# Benjamin Franklin Barge
Benjamin Franklin Barge (Concord, 1834. február 22. – Yakima, 1926. február 10.) amerikai republikánus politikus, 1895 és 1897 között Washington állam képviselőházának tagja, a Közép-washingtoni Egyetem első rektora.